# Kim Taek-soo
Kim Taek-soo (n. 25 mai 1970, Gwangju, Coreea de Sud) este un jucător de tenis de masă ce a reprezentat Coreea de Sud, medaliat olimpic. A participat la 3 ediții ale Jocurilor Olimpice (1992, 1996, 2000) în care a câștigat o medalie de bronz.